# Christine Osterloh-Konrad
Christine Osterloh-Konrad (* 1976 in Karlsruhe) ist eine deutsche Rechtswissenschaftlerin.

## Leben
Nach dem Abitur 1995 studierte sie von 1995 bis 1996 französische Sprache, Literatur und Philosophie in Paris am Centre Expérimental d’Etude de la Civilisation Française associé à l’Université de Paris-Sorbonne, von 1996 bis 1997 Mathematik, Germanistik und Romanistik an der Ludwig-Maximilians-Universität München und von 1997 bis 2002 Rechtswissenschaften an der Universität Bonn (2002 1. juristische Staatsprüfung). Nach der Promotion 2006 an der Juristischen Fakultät der Universität München, der 2. juristischen Staatsprüfung 2006 und der Habilitation 2017 an der Juristischen Fakultät der Universität München ist sie seit 2018 Inhaberin des Lehrstuhls für Bürgerliches Recht, Handels- und Gesellschaftsrecht, Steuerrecht sowie Rechtsphilosophie an der Universität Tübingen.

## Schriften (Auswahl)
- Der allgemeine vorbereitende Informationsanspruch. Zivilrechtliche Auskunfts- und Rechenschaftsansprüche und ihre Funktion im Zivilprozess. München 2007, ISBN 978-3-406-56113-9.
- mit Caroline Heber und Tobias Beuchert: Anzeigepflichten für Steuergestaltungen in Deutschland. Verfassungs- und europarechtliche Grenzen sowie Überlegungen zur Ausgestaltung. Berlin 2017, ISBN 3-662-53760-5.
- Die Steuerumgehung. Eine rechtsvergleichende und rechtstheoretische Analyse. Tübingen 2019, ISBN 3-16-155810-3.